# Calelhon
Juliana Seguret (de soltera, Juliana Fraisse; en francès, Julienne Séguret i, anteriorment, Julienne Fraysse), més coneguda pel sobrenom de Calelhon (Privasac, 26 de novembre de 1891 - Fau, Valadin, 23 de maig de 1981) fou una escriptora i mestra occitana de Roergue. Era l'esposa del també escriptor Eugèni Seguret.

## Biografia
Juliana Fraisse va néixer el 1891 a la masia d'una família pagesa modesta de Privasac. Ben aviat es va interessar per la llengua occitana, la seva cultura i, sobretot, pels seus contes i llegendes. Després d'haver estudiat a l'Escola Normal va fer de mestra a Liamonton de Cantoenh i després a Complibat on conegué Enric Molin, un dels escriptors occitans més famosos de Roergue.
Fou a través de Molin, que portà a Complibat el seu amic Eugèni Seguret, que Juliana Fraisse conegué el seu futur marit. El 1922 es van casar i tingueren quatre fills. Juliana va ser després professora de lletres a l'Escola Normal de Rodés de 1929 a 1949.
Participà activament en la revista del país, el Grelh Roergàs, que havia fundat amb el seu marit i Enric Molin el 1922 e de la qual es convertí, probablement, en la més fervent col·laboradora i protectora. Gràcies a ella, l'escriptor Joan Bodon se'n feu membre quan començava a escriure alguns poemes en occità. L'11 de març de 1928, Juliana i el seu home publicaren un article sobre la llengua d'oc a l'escola al diari Journal de l'Aveyron que es feia ressò del manifest de la Lliga per la Llenga d'Oc a l'Escola. Calelhon fou una de les persones més actives en la defensa de l'occità, juntament amb els seus amics Prospèr Estieu, Antonin Perbòsc, l'abat Salvat, etc. Escrigué les seves primeres obres (Molins d'un còp èra, el 1928, i després Nanet del rampalm, el 1933) amb el seu home abans d'escriure ella sola. Guanyà diversos premis als Jocs Florals.
Poc abans de morir havia estat treballant en la traducció francesa dels últims poemes que havia enviat al Grelh Roergàs. La seva vida s'apagà el 23 de maig de 1981 a casa seva, a Fau. Aquells poemes foren editats pòstumament amb el títol La tèla del temps amb il·lustracions de la seva filla Anna Maria.

## Obres
- Molins d'un còp èra (1928), escrit amb E. Seguret.
- Nanet del rampalm (1933), escrit amb E. Seguret.
- Reclams d'Omar Kayyam (1938)
- Lo temps perdut (1967)
- Los contes del papanon (1971)
- Lo pan tendre (1976)
- Lo païs negre (1977)